# San Agustin, Surigao del Sur
San Agustin là một đô thị hạng 4 ở tỉnh Surigao del Sur, Philippines. Theo điều tra dân số năm 2000, đô thị này có dân số 14.845 người trong 2.751 hộ.

## Các đơn vị hành chính
San Agustin được chia thành 13 barangay.
- Bretania
- Buatong
- Buhisan
- Gata
- Hornasan
- Janipaan
- Kauswagan
- Oteiza
- Poblacion
- Pong-on
- Pongtod
- Salvacion
- Sto. Niño